# 瑜伽師
在佛教中，瑜伽師這個名詞最早出現在《大毘婆沙論》中，為上座部中的一個小流派。佛教研究者認為它可能是瑜伽行唯識學派與佛教密宗的前身。

## 歷史
瑜伽師最早是指修行瑜伽的禪觀行者，即瑜伽士。在釋迦牟尼時代，僧團中就已經出現重視禪修、頭陀行的禪者。在漢傳佛教中，稱為禪師。
在說一切有部中，於罽賓、健陀羅地區出現的譬喻師，其特色就是重視經教與禪修，將禪觀實踐總結為五十五觀。但在此同時，也出現一群重視自己禪修體驗，超過經教的修行者，被稱為瑜伽師。印順法師認為，瑜伽師最早也出於罽賓、健陀羅地區

## 教義
瑜伽師認為，五識皆不能自类相續必從意識無間而生。瑜伽行派有人持類似見解。